# Геча (село)
Ге́ча (укр. Геча, венг. Mezőgecse Мезёгече) — село в Береговской городской общине Береговского района Закарпатской области Украины.
Население по переписи 2001 года составляло 1030 человек, в основном — этнические венгры. Занимает площадь 2,52 км².
Село известно своим ежегодным фестивалем гентешив (мясников свиней — венгерская). Проводится зимой или ранней весной. Основой фестиваля является соревнование кулинаров (из окружающих сёл и приглашённых из Венгрии) в изготовлении блюд из свежей свинины.
Летом в Гечи проводится фестиваль слив, основой которого является соревнование в варке лучшего леквара (сливового повидла), а также дегустация блюд со сливами и спиртных напитков (сливянок).
Старостат Гечи находится в здании 1804 года, которая была усадьбой семьи Койда (Kajdy). На заднем дворе усадьбы есть практически разрушен фамильный склеп.